# مارك فوو
مارك فوو (بالإنجليزية: Mark Foo)‏ هو متركمج أمريكي، ولد في 5 فبراير 1958 في سنغافورة، وتوفي في 23 ديسمبر 1994 في مقاطعة سان ماتيو في الولايات المتحدة.

## وصلات خارجية
- مارك فوو على موقع EncyclopediaOfSurfing.com (الإنجليزية)